# Rám (boty)

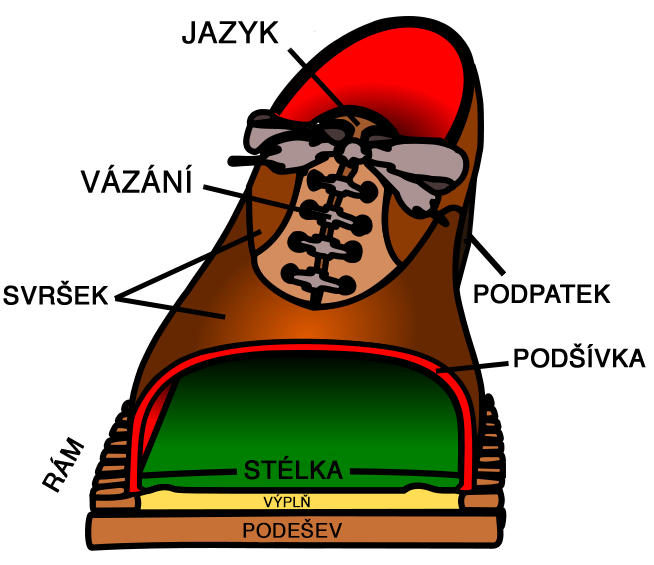
Popis částí boty.

Rám je proužek kvalitní kůže, který je prošitý spolu se svrchním materiálem a podšívkou do tzv. žebra. K němu se poté sedlářským stehem přišívá podešev. Prostor, který rám uzavírá, je poté vyplněn korkem nebo jiným vhodným materiálem (obvykle pórovitým nebo děrovaným, kvůli prodyšnosti). Tomuto procesu výroby obuvi se říká Goodyear konstrukce, na počest Charlese Goodyeara ml. (syna slavného Charlese Goodyeara), který v roce 1869 vynalezl pro tuto metodu stroj. Boty s jinou konstrukcí, například lepené, mohou mít také rám, nicméně obecně nemá téměř žádný praktický význam a plní pouze estetickou funkci.

## Goodyear konstrukce
Je to tradiční metoda výroby pánské společenské obuvi. Své jméno dostala podle vynálezce původního stroje, který nahradil plně ruční výrobu, která ve světě v průběhu 19. století převládala. Výhodou společenských bot vyráběných pomocí Goodyear konstrukce je možnost rekonstrukce - u bot lze jednoduše vyměňovat podešev, čímž se prodlouží jejich životnost. Svrchní část společenské boty se napne na ševcovské kopyto a upevní našitím koženého, lněného nebo umělohmotného proužku, kterému se říká rám boty, ke stélce a podšívce. Rám vytvoří dutinu, která se poté vyplní korkem. Poslední částí boty je podešev, která se připevňuje k rámu kombinací přišití a přilepení silným lepidlem. Goodyear konstrukce se vysoce cení z několika důvodů. Je relativně voděodolná, neboť nedovolí vodě dostat se až ke stélce, podešev se dá poměrně jednoduše vyměnit a bota vydrží déle, podle toho, jak je o ni postaráno.
Ze samé podstaty Goodyear konstrukce plyne, že vyrobit společenské boty touto cestou trvá mnohem déle než u levnějších alternativ. Goodyear konstrukci používá řada zavedených značek obuvnického průmyslu, například Alden, Alfred Sargent, Allen Edmonds, Barker, Boulet Boots, Brooks Brothers, Caterpillar (CAT), Cheaney, Chippewa, Church's, Crockett & Jones, Florsheim, George Cleverley (RTW), Grenson, Loake Shoemakers, Oliver Grey, Oliver Sweeney, Red Wing Boots, Timberland a Wolverine.